# Leonard B. Radinsky
Leonard Burton Radinsky (* 16. Juli 1937 in Staten Island; † 30. August 1985 in Chicago) war ein US-amerikanischer Wirbeltier-Paläontologe und Geologe.

## Leben
Radinsky wurde als Kind russisch-polnischer Immigranten geboren und wuchs in den Vereinigten Staaten von Amerika auf. Schon seit seiner Kindheit interessierte er sich für fossile Tiere. Er erwarb seinen Bachelor-Titel in Geologie an der Cornell University im Jahr 1958. An der Yale University wurde er im Jahr 1962 im Fach Paläontologie promoviert, seine Arbeit beschäftigte sich mit den Eozänen und Oligozänen Verwandten und Vorfahren der heutigen Tapire, den Tapiroidea Nordamerikas. Bis 1963 verbrachte Radinsky ein akademisches Jahr am American Museum of Natural History in New York, wo er auch die asiatischen Fossilien dieser Unpaarhufergruppe studieren konnte. Danach nahm er eine Stelle am Biologischen Institut der Boston University an und wurde zudem wissenschaftlicher Mitarbeiter des Museum of Comparative Zoology der Harvard University. Von 1964 an hatte er über drei Jahre eine Juniorprofessur am Brooklyn College in New York inne, während der er seine Forschung an den frühen Unpaarhufern weiter fortsetzte. Im Jahr 1967 ging Radinsky zum Institut für Anatomie der University of Chicago, wo er ab 1970 zuerst ebenfalls eine Juniorprofessur, später ab 1976 eine ordentliche Professur annahm. Hier fungierte er ab 1978 auch als Leiter des Instituts, eine Stelle, die er bis 1983 innehatte. Leonard Burton Radinsky starb im Alter von 48 Jahren nach einer langanhaltenden Krebserkrankung.

## Forschungsschwerpunkt
Radinskys Hauptforschungsgebiet lag bei den ausgestorbenen Unpaarhufern, mit denen er sich zeit seines Lebens beschäftigte; sein Hauptinteresse galt dabei den ursprünglichsten Formen. Insgesamt umfasste sein Arbeitsgebiet hier drei inhaltliche Schwerpunkte. Ausgangspunkt seiner Forschungen waren die fossilen Verwandten der Tapire. Hier führte er unter anderem auch mehrere neue Gattungen ein, so die aus dem frühen Eozän Nordamerikas stammenden Formen Palaeomoropus (1964) und Selenaletes (1966), weiterhin beschrieb er das vollständige Skelett von Heptodon, ebenfalls ein früheozäner Vertreter der Tapiroidea und konnte so im Vergleich zu rezenten Vertretern der Tapire den noch heute sehr urtümlichen Bau dieser Tiergruppe herausarbeiten. Ein weiterer Forschungspunkt umfasste die Systematik der frühesten Chalicotheriidae und ihrer Verwandten, wobei er unter anderem mit Lophiaspis aus dem Mittleren Eozän einen sehr frühen Ursprung dieser Gruppe nachweisen konnte, der ähnlich weit zurück reichte wie bei den Tapiren und Pferden. Letztendlich lag ein drittes und großes Augenmerk auf den Nashornartigen (Rhinocerotoidea). Dabei gelang es Radinsky im Jahr 1966 maßgeblich eine schlüssige Gliederung der Familien und Unterfamilien zu etablieren, die bis heute Bestand hat. Die Gliederung fußte weitgehend auf Zahnmerkmalen und führte dazu, dass unter anderem die Indricotherien (heute Familie der Indricotheriidae) aufgrund eines unterschiedlich gebauten vorderen Gebisses aus der Gruppe der Nashörner (Rhinocerotidae) ausgeschlossen und in jene der Hyracodontidae eingegliedert wurden. Hierzu gehört außerdem die diskutierte Stellung von Hyrachyus an der Basis der Ceratomorpha, der gemeinsamen Gruppe der Nashörner und Tapire.
Neben den Unpaarhufern beschäftigte sich Radinsky auch umfangreich mit der Evolution des Gehirns der Säugetiere. Diese Arbeiten begannen schon während seiner Arbeitstätigkeiten am Brooklyn College und er setzte diese bis zu seinem Tod fort. Dabei war ein Schwerpunkt anfänglich die Entwicklung der Hirngröße bei Raubtieren und bei Primaten, später aber auch der Pferde und ausgestorbener südamerikanischer Huftiere. Radinsky entwickelte während seiner Forschungen eine Methode für Endocranialabgüsse, darüber hinaus schuf er auch eine Möglichkeit zur besseren Bestimmung der Hirngröße bei fossilen Säugetieren, indem er das Foramen magnum als Bezugsgröße nahm.

## Ehrung
Für seine Forschungen an den frühen Unpaarhufern und sein umfangreiches Wissen über diese Säugetiergruppe ehrten Malcolm McKenna und Forscherkollegen Radinsky durch die Benennung der sehr urtümlichen Gattung Radinskya aus dem Oberen Paläozän.

## Schriften (Auswahl)
- Origin and early evolution of .North American Tapiroidea. In: Yale Peabody Museum Bulletin 17, 1963, S. 1–106.
- Evolution of the tapiroid skeleton from Heptodon to Tapirus. In: Bulletin of the Museum of Comparative Zoology, Harvard 134, 1965, S. 69–106.
- The families of Rhinocerotoidea (Mammalia, Perissodactyla). In: Journal of Mammalogy 47, 1966, S. 631–639.
- Review of the rhinocerotoid family Hyracodontidae. In: Bulletin of the American Museum of Natural History 136,1967, S. 1–46.
- A new approach to mammalian cranial analysis, illustrated by examples of prosimian primates. In: Journal of Morphology 124, 1968, S. 167–180.
- Evolution of the felid brain. In: Brain, Behavior, and Evolution 11, 1975, S. 214–254.